# Alt Trás-os-Montes
Alt Trás-os-Montes és una subregió estadística portuguesa, part de la Regió Nord, dividida entre el Districte de Bragança i el Districte de Vila Real. Limita al nord i a l'est amb Espanya, a sud amb el Douro i a oest amb Tâmega, Ave i Cávado. Àrea: 8 168 km². Població (2001): 223 259 (estimació per a 2005: 220 289).
Comprèn 14 concelhos: 
- Alfândega da Fé
- Boticas
- Bragança
- Chaves
- Macedo de Cavaleiros
- Miranda do Douro
- Mirandela
- Mogadouro
- Montalegre
- Murça
- Valpaços
- Vila Pouca de Aguiar
- Vimioso
- Vinhais

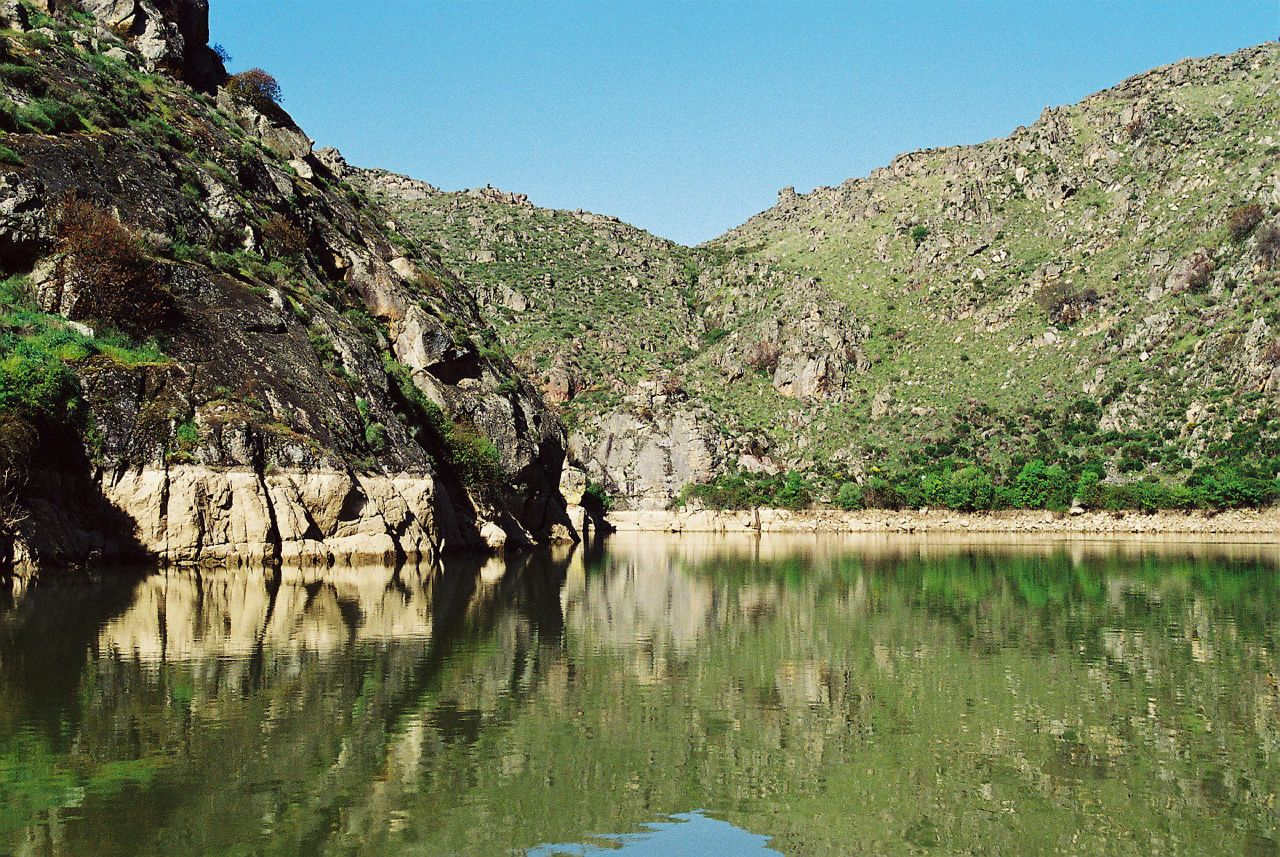
El riu Douro a Miranda do Douro

Els principals nuclis urbans són les ciutats de Chaves, Bragança i Mirandela.